# James McNerney

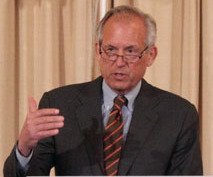
James McNerney (2012)

Walter James „Jim“ McNerney, Jr. (* 22. August 1949 in Providence, Rhode Island) ist ein US-amerikanischer Geschäftsmann. Von 30. Juni 2005 und bis 30. Juni 2015 war er Vorstandsvorsitzender (CEO) des amerikanischen Luftfahrtkonzerns Boeing.

## Ausbildung
McNerney beendete 1967 die New Trier High School und machte 1971 an der Yale University seinen Bachelor-Abschluss in Amerikanistik. 1975 machte er seinen MBA an der Harvard Business School.

## Karriere-Laufbahn
Nach dem Studium begann McNerney seine Karriere 1975 bis 1978 bei Procter & Gamble im Bereich Marketing als Brand Manager. Anschließend arbeitete er 1978 bis 1982 als Unternehmensberater bei McKinsey & Company, zuletzt als Senior Manager. Die folgenden 18 Jahre verbrachte er bei verschiedenen Tochtergesellschaften des Konzerns General Electric. Dort war er zunächst General Manager bei GE Mobile Communications (1982–1988) und anschließend Präsident der GE Information Services (1988–1989). Weitere Stationen bei GE waren:
- GE Financial Services and GE Capital, 1989–1991, Executive Vice President
- GE Electrical Distribution and Control, 1991–1992, President und CEO
- GE Asia-Pacific, 1993–1995, President
- GE Lighting, 1995–1997, President
- GE Aircraft Engines, 1997–2000, President und CEO[1]

In den Jahren 2000 bis 2005 arbeitete er als Chairman und CEO bei 3M, bevor er 2005 als Nachfolger von James A. Bell CEO von Boeing wurde.
2007 wurde er in die American Academy of Arts and Sciences gewählt.